# Marratjärnen, Ångermanland
Marratjärnen är en sjö i Bjurholms kommun i Ångermanland och ingår i Lögdeälvens huvudavrinningsområde. Sjöns area är 0,023 kvadratkilometer och den befinner sig 252 meter över havet.